# Santa Rosa de Aguán
Santa Rosa de Aguán es un municipio del departamento de Colón en la República de Honduras. Según el censo de 2013, tiene una población de 5376 habitantes.

## Toponimia
Su nombre es en honor a Rosa de Lima, santa de la iglesia católica y Aguán proviene de náhuatl que significa: Lugar de Muchas Aguas, haciendo referencia al Rio Aguán que fluyan en este municipio.

## Límites
| Orientación | Límite                       |
| ----------- | ---------------------------- |
| Norte       | Mar Caribe                   |
| Sur         | Municipio de Trujillo, Colón |
| Oeste       | Municipio de Trujillo, Colón |
| Este        | Municipio de Limón, Colón    |

## Historia
En 1886, fue fundada la localidad. 
En 1887, formaba parte del municipio de Trujillo. 
En 1998, la zona fue asolada por inundaciones debido al paso del Huracán Mitch, que dejó un saldo trágico de 42 fallecidos y la infraestructura local destruida. 

## Fiesta patronal
Las fiestas patronales son celebradas en el mes de agosto en honor a Santa Rosa de Lima.

## Política
| Puesto        | Funcionario                   | Partido político |
| ------------- | ----------------------------- | ---------------- |
| Alcalde       | Heber Napoleón Flores         | Partido Liberal  |
| Vicealcaldesa | Griselda Saraí Soliz Ramos    | Partido Liberal  |
| Regidor 1     | Luis Gerardo Castro Calderón  | Partido Nacional |
| Regidor 2     | Óscar Martín Ordóñez Alvarado | Partido Liberal  |
| Regidora 3    | Alba Rosa Ordóñez Munguía     | Partido Nacional |
| Regidor 4     | Roberto Antonio Reyes Turcios | Partido Liberal  |
| Regidor 5     | Saúl Adin Sánchez Cárcamo     | Partido Nacional |
| Regidora 6    | Laidy Arlety López Agapito    | Partido Liberal  |

## División política
- Aldeas: 4 (2013)
- Caseríos: 53 (2013)

| Código administrativo | Aldea               |
| --------------------- | ------------------- |
| 020601                | Santa Rosa de Aguán |
| 020602                | Vuelta Grande       |
|                       | Dos Bocas           |
|                       | Brisas Del Mar      |